# Noroeste de México
El Noroeste de México es una de las siete regiones de dicho país formada por los estados de Baja California, Baja California Sur, Sonora, Chihuahua, Durango y Sinaloa. Limita al sur con Jalisco y Nayarit (incluidos en la 1.ª circonscription), al norte con Estados Unidos, y al este con Coahuila y Zacatecas. Con 17 058 009 habitantes en 2025 es la cuarta región más poblada —por detrás del Centrosur, Oriente y Noreste, con 753 686 km², la más extensa, y con 22,65 hab/km², la menos densamente poblada.

## Estados
| Baja California | Baja California Sur | Chihuahua | Durango | Sinaloa  | Sonora     |
|                 |                     |           |         |          |            |
| Mexicali        | La Paz              | Chihuahua | Durango | Culiacán | Hermosillo |

## Descripción
| Noroeste de México  |        |            |                  |                      |                  |                    |                                                        |
| Estado              | Escudo | Capital    | Superficie (km²) | Número de municipios | Población (2020) | Ciudad más poblada | Pueblos Mágicos                                        |
| Baja California     |        | Mexicali   | 71,546           | 7                    | 3,769,020        | Tijuana            | Tecate                                                 |
| Baja California Sur |        | La Paz     | 73,909           | 5                    | 798,447          | La Paz             | Todos SantosLoreto                                     |
| Chihuahua           |        | Chihuahua  | 247,487          | 67                   | 3,741,869        | Ciudad Juárez      | Batopilas - Creel - Casas Grandes - Parral - Guachochi |
| Durango             |        | Durango    | 123,367          | 39                   | 1,832,650        | Durango            | MapimíNombre De Dios                                   |
| Sinaloa             |        | Culiacán   | 57,331           | 18                   | 3,026,943        | Culiacán           | El FuerteCosaláEl Rosario Mocorito                     |
| Sonora              |        | Hermosillo | 184,946          | 72                   | 2,944,840        | Hermosillo         | ÁlamosMagdalena de Kino                                |

## Demografía

### Municipios más poblados
| Municipios con más de 100,000 habitantes (2021) |                       |        |                       |                     |           |
| Posición                                        | Municipio             | Escudo | Cabecera Municipal    | Estado              | Población |
| 1                                               | Tijuana               |        | Tijuana               | Baja California     | 1,922,523 |
| 2                                               | Juárez                |        | Ciudad Juárez         | Chihuahua           | 1,512,450 |
| 3                                               | Mexicali              |        | Mexicali              | Baja California     | 1,049,792 |
| 4                                               | Culiacán              |        | Culiacán Rosales      | Sinaloa             | 1,003,530 |
| 5                                               | Chihuahua             |        | Chihuahua             | Chihuahua           | 937,674   |
| 6                                               | Hermosillo            |        | Hermosillo            | Sonora              | 936,263   |
| 7                                               | Durango               |        | Durango               | Durango             | 688,697   |
| 8                                               | Mazatlán              |        | Mazatlán              | Sinaloa             | 501,441   |
| 9                                               | Ensenada              |        | Ensenada              | Baja California     | 466,814   |
| 10                                              | Ahome                 |        | Los Mochis            | Sinaloa             | 459,310   |
| 11                                              | Cajeme                |        | Ciudad Obregón        | Sonora              | 436,484   |
| 12                                              | Gómez Palacio         |        | Gómez Palacio         | Durango             | 372,750   |
| 13                                              | Los Cabos             |        | San José del Cabo     | Baja California Sur | 351,111   |
| 14                                              | Guasave               |        | Guasave               | Sinaloa             | 320,000   |
| 15                                              | La Paz                |        | La Paz                | Baja California Sur | 290,288   |
| 16                                              | Nogales               |        | Heroica Nogales       | Sonora              | 264,782   |
| 17                                              | San Luis Río Colorado |        | San Luis Río Colorado | Sonora              | 199,021   |
| 18                                              | Cuauhtémoc            |        | Cuauhtémoc            | Chihuahua           | 180,638   |
| 19                                              | Navojoa               |        | Navojoa               | Sonora              | 164,387   |
| 20                                              | Lerdo                 |        | Ciudad Lerdo          | Durango             | 163,313   |
| 21                                              | Guaymas               |        | Guaymas               | Sonora              | 156,863   |
| 22                                              | Navolato              |        | Navolato              | Sinaloa             | 154,322   |
| 23                                              | Delicias              |        | Delicias              | Chihuahua           | 150,506   |
| 24                                              | Hidalgo del Parral    |        | Parral                | Chihuahua           | 116,662   |
| 25                                              | Tecate                |        | Tecate                | Baja California     | 108,440   |

## Sitios de interés

### Baja California

#### Mexicali

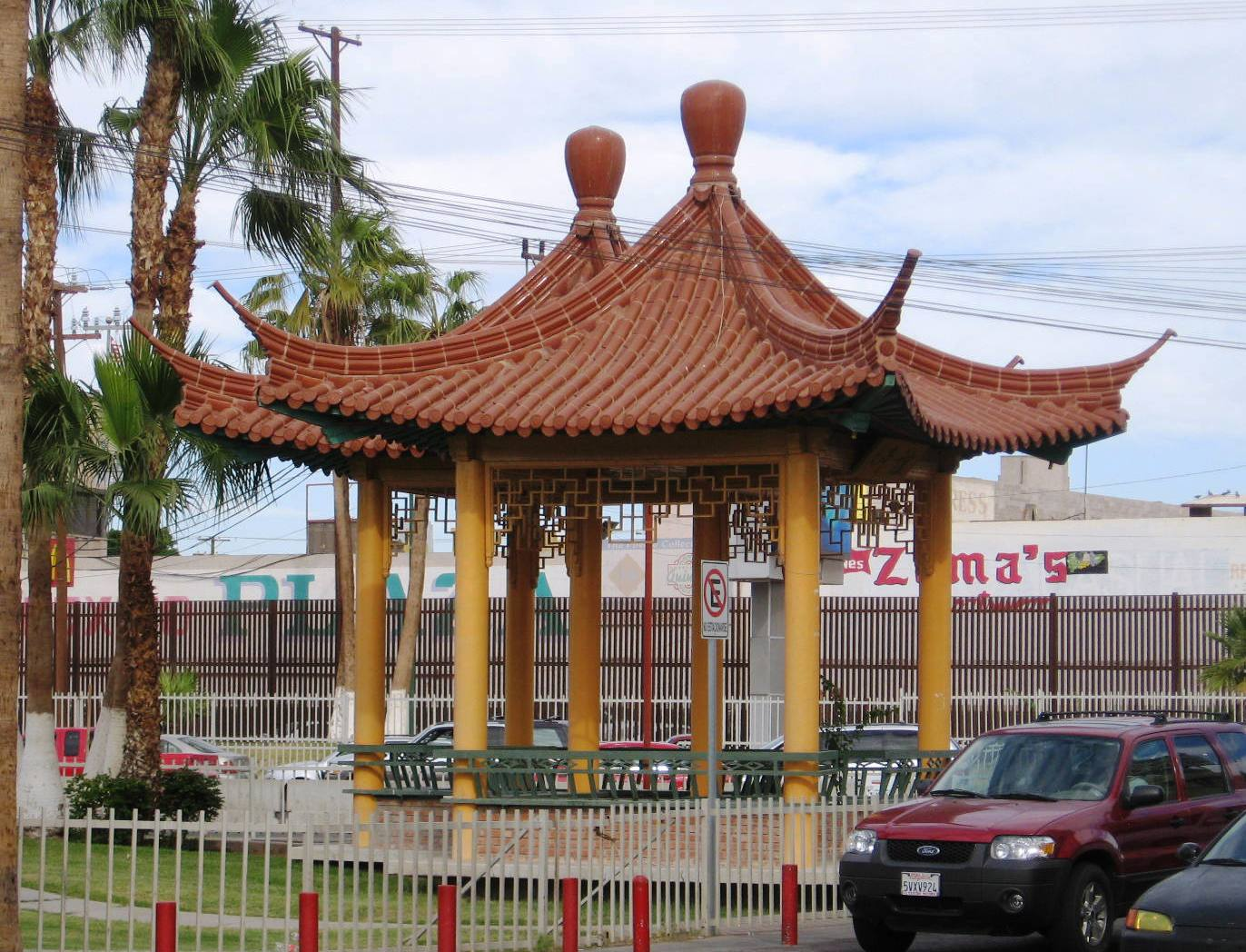
Plaza de la Amistad, pagoda ubicada antes del cruce fronterizo con Estados Unidos

Es la ciudad capital del estado de Baja California.  La ciudad es cabecera del municipio del mismo nombre y se le conoce entre otros epítetos como la Ciudad que capturó al Sol.  Su lema es "Tierra Cálida", que hace referencia a las altas temperaturas que se registran durante el verano y a la hospitalidad de sus habitantes. Es la ciudad más septentrional de América Latina.
Desde su fundación, la ciudad ha tenido una gran inmigración china, por ello, la mayor colonia china en Latinoamérica, llamada popularmente la Chinesca, se encuentra en esta ciudad, esto se ve reflejado en la comida tradicional de Mexicali.

### Baja California Sur

#### Municipio de Los Cabos
Principal destino turístico del estado de Baja California Sur. Entre las ciudades de San José del Cabo y Cabo San Lucas se forma el corredor turístico de Los Cabos.

### Chihuahua

#### Creel
La sierra está conformada por la zona más septentrional de la Sierra Madre Occidental, que en el territorio de Chihuahua alcanza su mayor altura, en el cerro Mohinora con 3,300 m s. n. m. Comprende un tercio de la superficie del estado y es una zona muy accidentada de grandes montañas y barrancas, cubierta de espesos bosques de coníferas, a excepción del fondo de las barrancas, que debido a la poca altitud tienen un clima y vegetación tropical durante el verano y clima templado durante el invierno. Las temperaturas en el fondo de las barrancas pueden superar los 40 °C en verano y muy rara vez caen a menos 0 °C en el invierno, mientras que en las partes altas el clima es semi frío con máximas que no superan los 25 °C en verano y que pueden llegar a caer por debajo de los -20 °C en el invierno. La preciptación promedio anual de esta zona varía entre los 750-900 mm anuales, agrupadas principalmente en los meses de mayo a septiembre. En los meses de noviembre a marzo es común que se registren nevadas que varían en intensidad según la altitud. Es una zona de gran riqueza maderera y minera, habitada por los grupos indígenas del estado, que son unos de sus principales atractivos turísticos. En la sierra se encuentran la Barranca del Cobre y la Cascada de Basaseachi, ambos lugares turísticos de fama nacional y mundial.

### Durango

#### Centro histórico de la ciudad de Durango
El centro histórico de la ciudad de Durango cuenta con cerca de mil edificios construidos en siglos pasados, con estilos muy diversos que van desde el neoclásico y barroco hasta el neogótico. Caminar por las hermosas calles del centro es como recorrer un enorme museo de arquitectura al aire libre, con hermosas obras de arte a cada lado del camino. La cantidad de sus edificios históricos y la belleza de su arquitectura han hecho que organismos internacionales recomienden a Durango como una ciudad que podría ser considerada patrimonio de la humanidad.

### Sinaloa

#### Culiacán
Ciudad capital del municipio del mismo nombre, se localiza en la región centro del estado de Sinaloa… Los ríos Humaya, Tamazula y Culiacán son sus principales afluentes de agua dulce los cuales cruzan la ciudad manteniendo un precioso entorno ecológico a lo largo de sus riberas, razón por la cual Culiacán es ahora conocida como La Ciudad Jardín de México. El municipio cuenta con una gran diversidad de atractivos naturales como lo son los humedales de Ensenada del Pabellón, Bahía Quevedo, Península Lucenillas y Punta San Miguel hermosas playas como son Las Playas de Ponce, Las Arenitas, Cóspita, El Conchal y La Puntilla. 
En las zonas rurales y en los destinos Señoriales existe una gran variedad gastronómica, hermosas tradiciones y grandes manifestaciones de fervor religioso además de sitios arqueológicos y presas donde se puede practicar canotaje, esquí acuático y pesca de lobina. Por esto y más, Culiacán es “El Edén del Turismo”. 

#### Mazatlán
Esta ciudad portuaria es uno de los destinos turísticos más importantes del país. Situado en una ensenada de la Costa del Pacífico. La temperatura fluctúa entre los 10 y 35 °C (60 y 90 °F), dependiendo de la época del año.
Mazatlán tiene una rica historia de duraznos. Durante miles de años, antes de la llegada de los españoles en 1531, los indígenas migraron a esta región siguiendo la caza. Las tribus nahuas llamaron a esta región costera "tierra del venado" debido a las manadas que migraban por la costa.
Mazatlán goza de un rico y arraigado legado cultural. Desde el momento que llegue podrá disfrutar de la tambora de Sinaloa, la música tradicional de Mazatlán. Durante la época de Cuaresma, Mazatlán celebra uno de los más grandes carnavales del país. Esta tradicional celebración incluye desfiles, coronaciones, fuegos artificiales, artesanía, eventos musicales y florales, fiestas en las calles y ferias gastronómicas.

### Sonora

#### Hermosillo

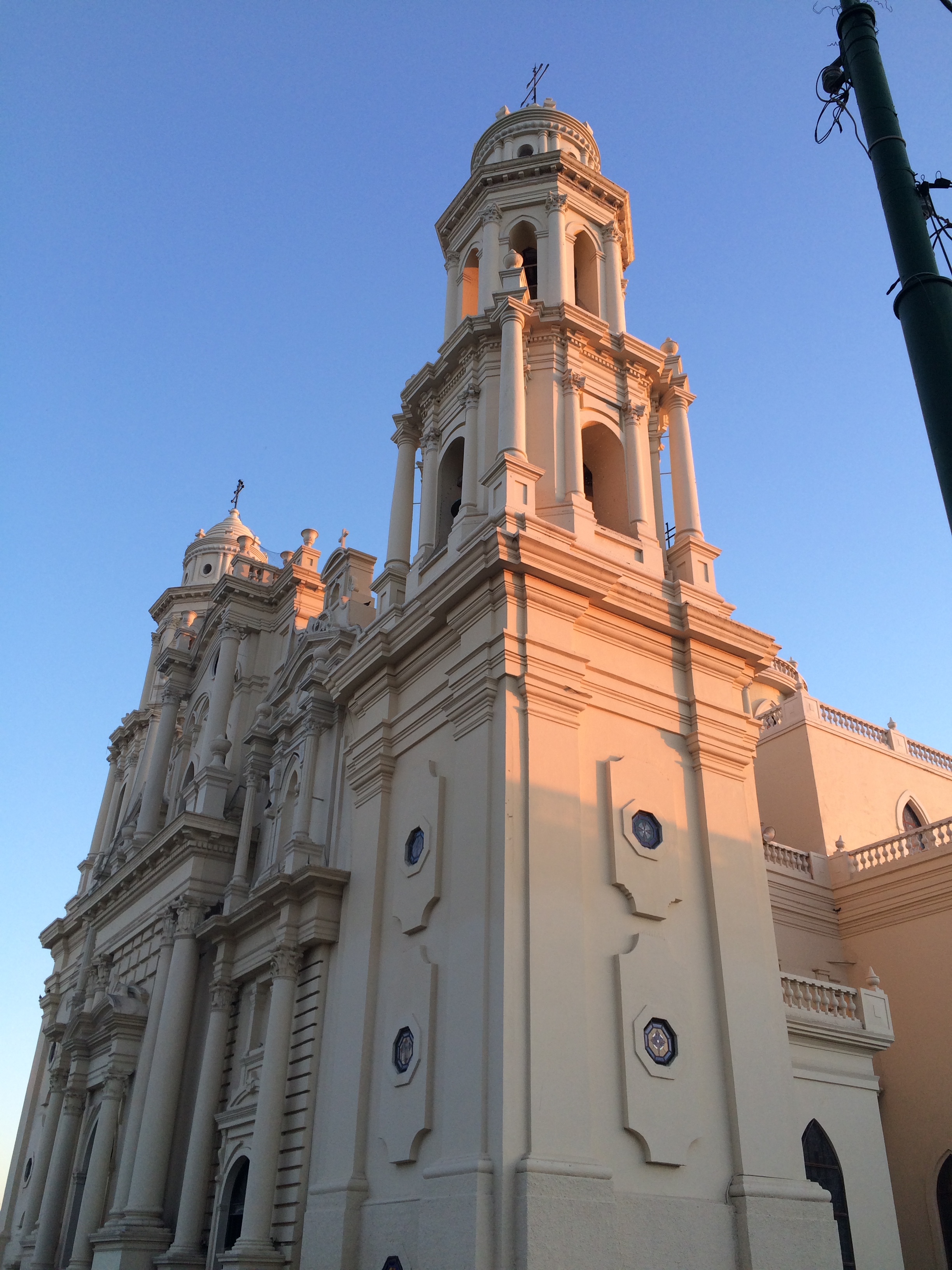
Catedral de Hermosillo

El estado de Sonora está situado en el noroeste de México, en Norteamérica. Sus costas son bañadas por el Mar de Cortés en el Golfo de California; es decir, el mar sonorense es un mar interior mexicano, conectado por el Sur con el Océano Pacífico. Sonora se encuentra así vinculado a la denominada "Cuenca del Pacífico" que ofrece amplias posibilidades de desarrollo económico y múltiples retos y oportunidades de aprovechamiento sustentable de sus recursos naturales. Sus fronteras con los Estados de Arizona y Nuevo México permiten múltiples conexiones económicas, culturales y políticas con los Estados Unidos. Son tres los estados mexicanos que tienen colindancia terrestre con este estado: Baja California, al oeste; Chihuahua, al este y Sinaloa, al sur; mientras que el Estado de Baja California Sur tiene con Sonora límites marítimos. Sonora se encuentra situada en una franja climática del hemisferio norte en la que se han formado diversos desiertos en torno del globo terráqueo. Si seguimos el paralelo 30° de latitud norte a través de un planisferio de la Tierra, podrá verse que el estado está situado en la misma latitud que los desiertos de África del Norte, Arabia Saudita, Irak, Kuwait y más.

#### Valle del Bajo Colorado y la Llanura

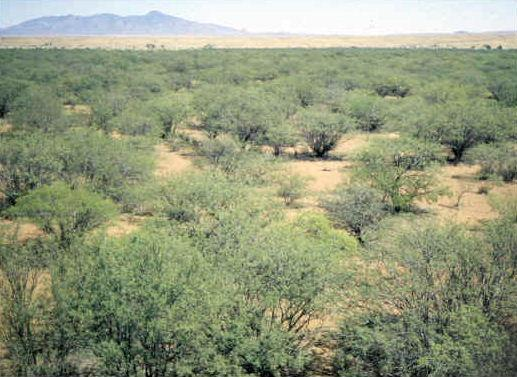
Vista típica del Desierto de Sonora

Sonora es un Estado montañoso por encontrarse en la vertiente exterior de la Sierra Madre Occidental. Presenta una marcado declive hacia el Golfo de California, que baja de una altura que en la sierra de Álamos (2000 m s. n. m.). Las serranías están orientadas en el sentido Sur-SurEste y Norte-NorEste entre las cuales se forman valles longitudinales a las márgenes de los ríos, que a veces se cortan por despeñaderos y acantilados, para abrirse con mayores dimensiones al aproximarse a la costa, hasta terminar en páramos o desiertos que adquieren su mayor extensión en los municipios de Pitiquito y Caborca, lo que determina dos zonas definidas: una montañosa y la otra de terreno plano. La primera, además de poseer en las márgenes de los ríos fértiles valles tiene abiertas llanuras en las panes altos, pudiendo citarse entre estas últimas las de los municipios de Yécora, Oputo y Cananea. La segunda zona, a medida que se aproxima a la costa, va adquiriendo mayor extensión, hasta terminar en páramos o desiertos hostiles a la vida por su clima y constitución geológica.